# Familia Pallavicino
Los Pallavicino , Pallavicini , Palavecino (s) fueron una de las más ilustres familias patricias de la Italia septentrional durante la Edad Media y una de las más florecientes (con los Malaspina y la casa de Este) del muy viejo apellido Obertenga. Gobernaron el área geográfica comprendida entre Cremona, Parma y Piazensa, donde constituyeron un estado llamado Estado de los Pallavicino ("Stato Pallavicino") que comprendía Busseto, Zibello, Cortemaggiore etc. y que gozó de independencia hasta ser administrado por la Casa de Farnesio de Parma y Plasencia.

## Origen de la casa
Los Pallavicino pertenecían a la rama adalbertino de la Casa Obertenga, del que procedían también los marqueses de Massa, Córcega, Parodi Ligure y Gavi. Los ancestros de los Pallavicino provenían de una rama menor de la familia que se había instalado en el valle padanio entre Cremona y Plasencia. De un marqués Oberto, que vivió hacia 1100, provienen también los Pallavicino de la antigua familia cremonense de los Cavalcabò, todavía existente. Esto llevó a los hijos de Oberto, el marqués Oberto, a tomar el sobrenombre de Pelavicino (« pèle-vecino »), sobrenombre irónico seguramente en referencia a su rapacidad. Sus herederos acogieron este sobrenombre con orgullo, que se convirtió en el apellido familiar en la forma Pallavicino. Oberto obtuvo del emperador Federico I Barbarroja la confirmación de los feudos en herencia en la llanura en torno a Arda, el antiguo condado de Aucia y futuro Estado Pallavicino. Su nieto Guillermo, muerto en 1217, fue al origen de todos los apellidos de entidad de la familia, los Oberto, Manfredo y Palavecino.

## Genealogía esencial
- Adalberto el Margravio (siglo X – 951?)

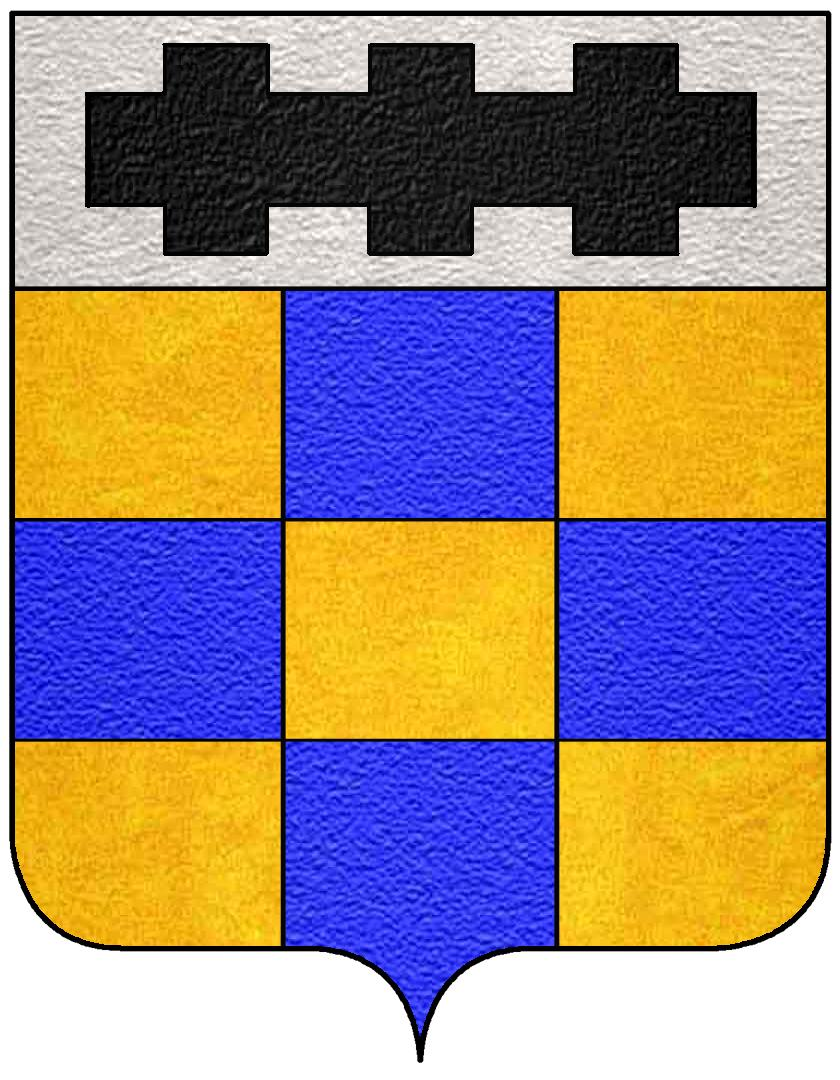
Antiguo escudo de los Pallavicino.

  - Oberto I (siglo X – 15 octubre 975), marqués de Milán y de Génova y de toda la Marca Obertenga, conde de Génova, Luni, Tortona, Milán, con derechos sobre Bobbio (feudo monástico), Pavía, Piacenza, Cremona y Parma.
    - Adalberto I (c.925–1002)
      - Oberto III, (?-996), hijo de Adalberto I
        - Adalberto II Pallavicino (980–1034), del que descienden los Pallavicino y los Cavalcabò.[5]
          - Oberto IV (?-1084?), hijo de Adalberto II
            - Oberto I (1080–1148), llamado el "Pelavicino", hijo de Oberto IV
              - Guglielmo (c.1106-c.1162), hijo de Oberto I, fundador de los "Pallavicino de Lombardía"
                - Oberto (c.1132 c.-1196), hijo de Guglielmo
                  - Guglielmo (?-1217)

              - Alberto ("el Greco") (c.1106-1148), hijo de Oberto I y padre de Nicolò, fundador de la rama de los "Pallavicino de Génova"

## Pallavicino de Scipione

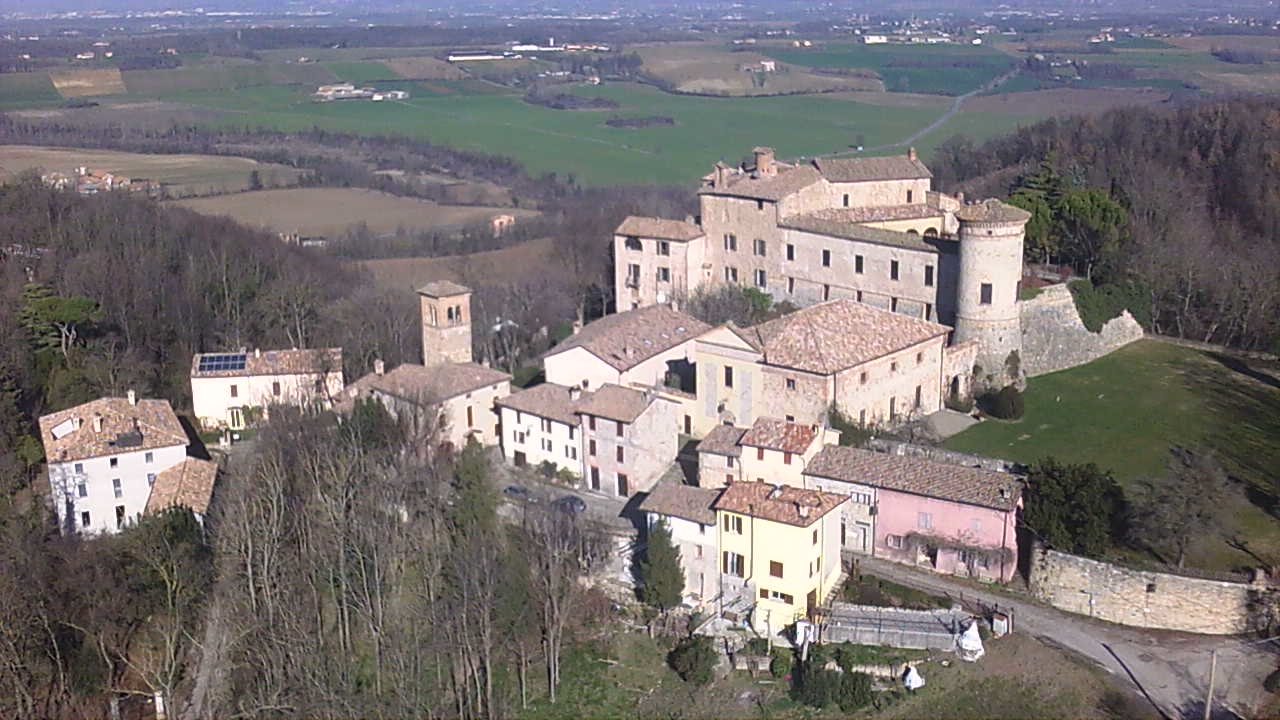
Castillo de Scipione, Salsomaggiore Terme.

Manfredo y sus descendientes tuvieron el título de marqués de Scipione, hoy Salsomaggiore Terme, que fue entonces cabecera del marquesado. Sus descendientes, generalmente del partido gibelino, tuvieron numerosos cargos públicos (alcalde, capitán, gobernador) en los más grandes municipios, y se unieron a los Sforza de Milán, de los que recibieron (con el marqués Pietro en 1450) la confirmación de sus feudos. De las tres ramas de Pietro (Giovanni, Nicolò y Ludovico) salen otros tantos apellidos. La rama de Giovanni se extinguió rápidamente, aunque quedó una descendencia natural en Pavía, el señor de Marcignago y Giovenzano, extinguido en 1738; la rama de Nicolò se extinguió en 1613, con el marqués Orazio que en 1568 había vendido su parte de Scipione y Salsomaggiore al duque de Pavía; la última rama, la de Ludovico duró hasta 1776.

## Pallavicino de Pellegrino
Pelavicino, rama de Guillermo, obtuvo el marquesado de Pellegrino Parmense. Sus descendientes fueron confirmados en su feudo por la Casa de Visconti, duques de Milán, pero en 1428 ambos primos, Manfredo y Antonio, acusados de haber conspirado contra el poder ducal, perdieron sus feudos. Sus descendientes vivieron en modestas condiciones en la región de Parma antes de extinguirse en 1795.

## Oberto Pelavicino y sus descendientes

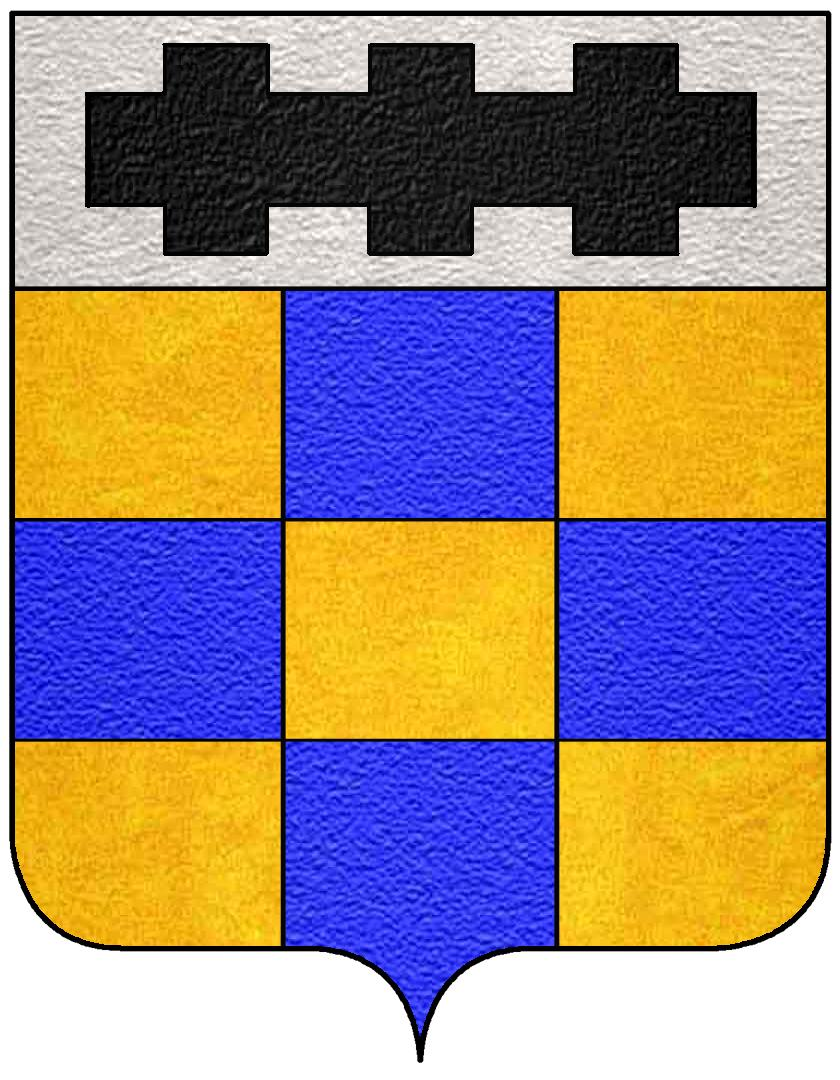
Blasón de los Pallavicini de Génova

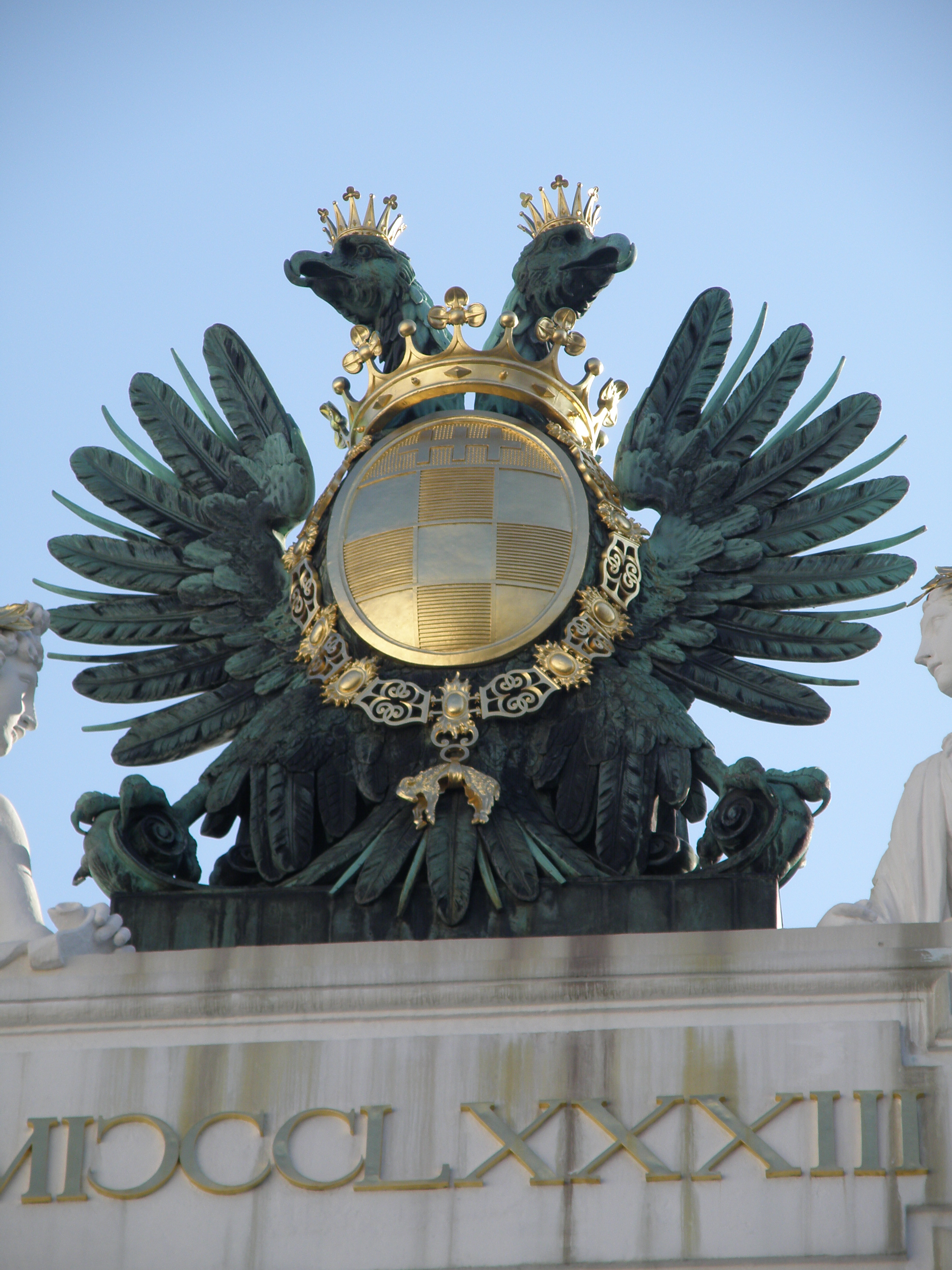
Blasón de los Pallavicini de Molestia en Viena.

La más célebre de las ramas de Guillermo fue la de Oberto II Pellavicino, partidario del emperador Federico II y en lo sucesivo jefe reconocido del partido gibelino del valle padano. Fue señor de Cremona, Pavía y Plasencia, vicario imperial, capitán general de Milán. Su fortuna declinó con la llegada a Italia de Carlos de Anjou, la derrota de Conradino de Hohenstaufen y el triunfo del partido guelfo. Conservaron los bienes heredados que pasaron a las ramas de los Manfredino y cuyos hijos Oberto y Donnino en 1348 se convirtieron en feudos. Oberto obtuvo Busseto y realizó una sólida alianza con la Casa de Visconti de Milán. Oberto, por medio de Nicolò (fiel aliado de Gian Galeazzo Visconti) se unió a Orlando el Magnífico, que dio al Estado Pallavicino el estatus que le permitió su funcionamiento durante tres siglos. Fue el último marqués bajo el cual el Estado mantuvo su unidad. Oberto, en 1453 lo compartió entre sus numerosas ramas, origen de los apellidos de Varano, Tabiano, Cortemaggiore, Busseto, Polesine y Zibello.

## Miembros
- Giovanni Pallavicini, rama de Nicolò y esposo de Maria Fieschi, elegido consejero de Génova en 1225.
- Guillermo Pallavicini, gobernador de Génova (1353-1355) con el nombre de Giovanni Visconti.
- Antonio Pallavicino (1441-1507), cardenal italiano.
- Giovanni Battista Pallavicino (1480-1524), cardenal italiano.
- Giovanni Pallavicino, gobernador de Génova (1471-1473).
- Gian Francesco Pallavicino, gobernador de Génova (1475-1477).
- Agostino Pallavicini (1577-1649), gobernador de Córcega y después dugo de Génova y rey de Córcega (1637-1639).
- Lazzaro Pallavicino (1603-1680), cardenal italiano.
- Lazzaro Opizio Pallavicino (1719-1785), cardenal italiano.
- Gian Carlo Pallavicino (1722-1794), dugo de Génova.
- Alerame Maria Pallavicini (1730-1805), dugo de Génova.
- Domenico Pallavicini (+ 1805), marqués que se casó con una conocida poeta, Luigia (1772-1841).
- Alfred von Pallavicini (Austria) (1848-1886), marqués y alpinista austríaco conocido en su tiempo como el hombre más fuerte de Viena.
- Johann von Pallavicini (1848-1941), marqués y diplomático austro-húngaro.
- Ede Pallavicini (1845-1914), marqués, economista y político húngaro, miembro de la Cámara Magna. Padre del siguiente.
- György Pallavicini (1881-1946), marqués y gran propietario húngaro, secretario de Estado y parlamentario legitimista, presidente de la Federación Húngara de Fútbol. Esposo de la condesa Borbálá Andrássy, nieta de Gyula Andrássy.
- Antal Pálinkás-Pallavicini, nacido Antal Pallavicini (1922-1957), marqués y comandante del ejército húngaro, mártir de la Insurrección de Budapest en 1956, rehabilitado en 1989 y promovido a coronel a título póstumo. Hijo del precedente.
- Anton Pallavicini, marqués y militar, General del Imperio austrohúngaro.